# Olivier Jules Richard
Olivier Jules Richard (1836 - 1896) fue un botánico, micólogo, liquenólogo francés, que publicó sobre la anatomía y la simbiosis de los líquenes.
- La abreviatura «O.J.Rich.» se emplea para indicar a Olivier Jules Richard como autoridad en la descripción y clasificación científica de los vegetales.[1]

## Nota
Otros botánicos llamados Richard:
- Louis-Claude Marie Richard (1754-1821),
- Achille Richard (1794-1852), su hijo (A.Rich.)
- Jean Michel Claude Richard (1784-1868) J.M.C.Rich.
- Claude Richard fl. 1971 (C.Rich.)
- Joseph Herve Pierre Richard (J.H.P.Rich.)

## Algunas publicaciones
- 1883. La synthèse byro-lichénique. 7 pp.
- 1884. Les céphalodies des lichens et le Schwendenerisme. Guía científica: 4 pp.
- 1887. Encore le Schwendenerisme. Revue Mycologique 9: 98-100
- 1891. Notice sur la culture de la ramie. 7 pp.

### Libros
- 1877. Catalogue des lichens des Deux-Sèvres. Ed. L. Clouzot. 50 pp.
- 1881. De la Culture, au point de vue ornemental, des plantes indigènes de la Vendée et des départements voisins. Ed. impr. de L. Gasté. 99 pp.
- 1883. Étude sur les substratums des Lichens. 87 pp.
- 1884. L'autonomie des lichens: ou, Réfutation du Schwendenérisme. Ed. Lechevalier. 59 pp.
- 1884. Instructions pratiques pour la formation et la conservation d'un herbier de lichens. Ed. Lechevalier. 44 pp.
- 1888. Florule des clochers et des toitures des églises de Poitiers (Vienne). Ed. Lechevalier. 50 pp.